# Alfred Boucher
Alfred Boucher (Bouy-sur-Orvin, 23 september 1850 – Aix-les-Bains, 18 augustus 1934) was een Frans beeldhouwer.

## Biografie
Boucher was de zoon van een boerenknecht die later de tuinman werd van de beeldhouwer Joseph-Marius Ramus. Ramus herkende het talent van Boucher en liet hem werken in zijn atelier. Hij won de Grand Prix du Salon in 1881 met La Piété Filiale. Hij verhuisde vervolgens voor een lange periode naar Florence en was een favoriete beeldhouwer van presidenten en royals zoals George I van Griekenland en Maria-Pia van Roemenië.
Hij gaf inspiratie en aanmoediging aan de volgende generatie beeldhouwers zoals Laure Coutan en Camille Claudel. De laatste was zijn leerling in Nogent-sur-Seine tussen 1876 en 1879. Zij werd afgebeeld in Camille Claudel lisant door Boucher  en later beeldhouwde ze zelf een borstbeeld van haar mentor. Voordat hij naar Florence verhuisde en na drie jaar lesgeven aan Claudel en anderen, vroeg Boucher aan Auguste Rodin om de instructie van zijn leerlingen over te nemen. Dit is hoe Auguste Rodin en Claudel elkaar ontmoetten en hun tumultueuze en gepassioneerde relatie begon.
Hij ontving de Grand Prix de sculpture de l' Exposition Universelle in 1900. In 1902 richtte hij de studio La Ruche op in Montparnasse, om jonge kunstenaars te helpen. In dat jaar stichtte hij samen met beeldhouwer Paul Dubois (1829-1905) een museum voor beeldhouwkunst in Nogent-sur-Seine.
Hij stierf in Aix-les-Bains op 84-jarige leeftijd.

## Galerij

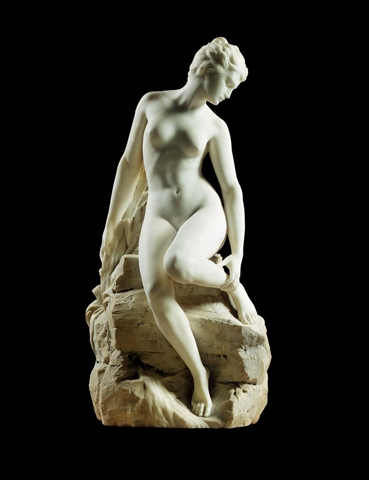
Baigneuse door Alfred Boucher
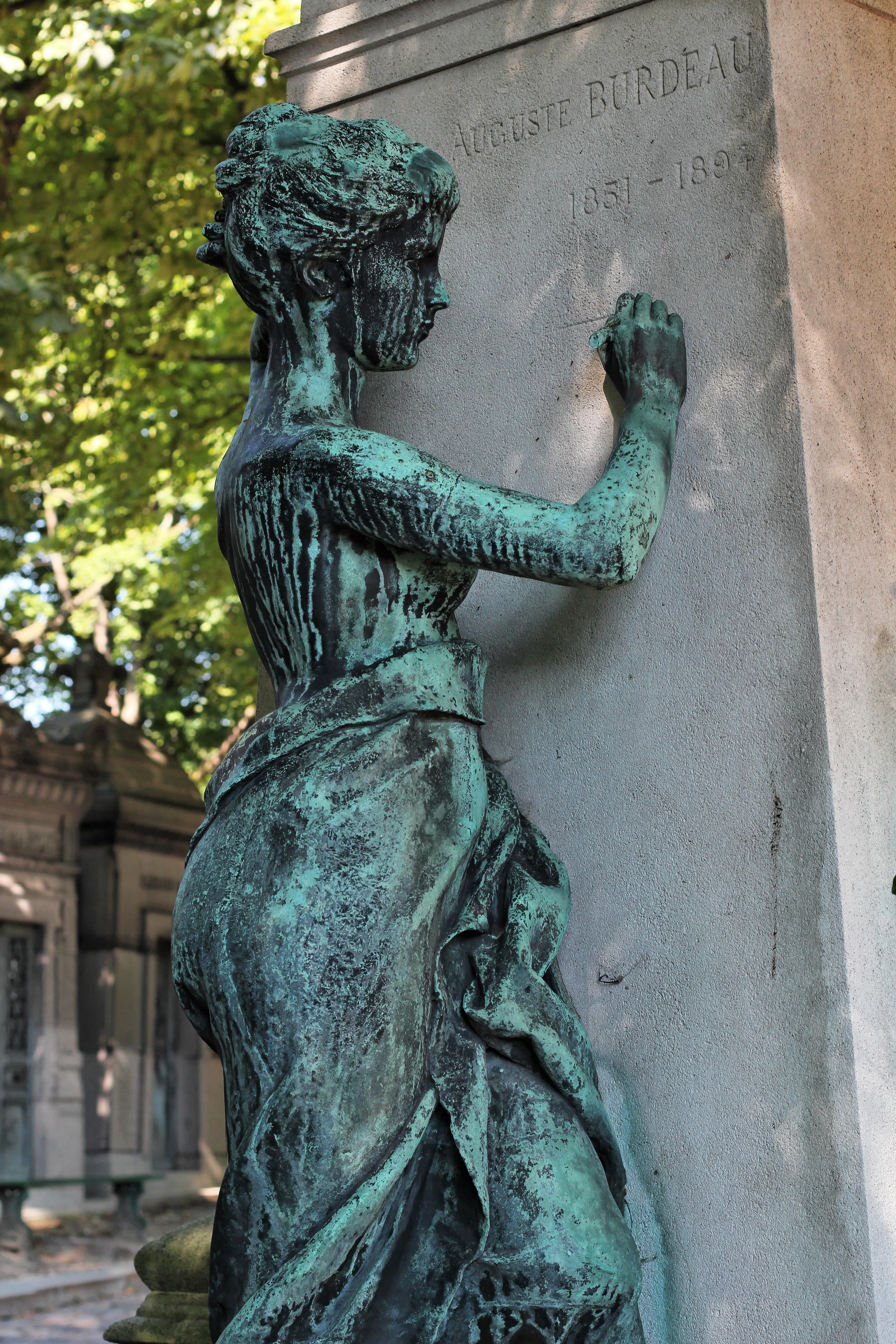
Graf van Auguste Burdeau (1851-1894)